# Lagoleptus palans
Lagoleptus palans là một loài tò vò trong họ Ichneumonidae.